# 나딘 라바키
나딘 라바키(아랍어: نادين لبكي, 영어: Nadine Labaki, 1974년 2월 18일 ~ )는 레바논의 배우, 영화 감독이다.

## 작품 목록

### 감독
- 카라멜 (2007)
- 웨어 두 위 고 나우? (2011)
- 사랑해, 리우 - 단편 O Milagre (2014)
- 가버나움 (2018)